# Psammoecus personatus
Psammoecus personatus es una especie de coleóptero de la familia Silvanidae.

## Distribución geográfica
Habita en Madeira (Portugal).